# 世界基督徒學生聯盟
世界基督徒學生聯盟（World Student Christian Federation，WSCF），是由全球基督徒學生運動組成的合一運動聯盟。聯盟包括新教、天主教、聖公會、五旬節教派、東正教的學生。專注於青年學生的信仰培育。

## 全球辦公室
- 總部： 瑞士日內瓦
- 亞西太平洋： 香港
- 中東： 黎巴嫩貝魯特
- 歐洲： 義大利特倫托
- 北美： 美国紐約
- 拉丁美洲與加勒比海： 阿根廷布宜諾斯艾利斯
- 非洲： 奈洛比

## 外部連結
- 世界基督徒學生聯盟 （页面存档备份，存于）（英文）
- 世界基督徒學生聯盟的Facebook專頁
- 世界基督徒學生聯盟 （页面存档备份，存于）的Youtube官方頻道
- 世界基督徒學生聯盟的X（前Twitter）